# National Center for Science Education
Le National Center for Science Education (NCSE) est un organisme sans but lucratif affilié à l'Association américaine pour l'avancement des sciences et basé à Oakland (Californie). Fondé en 1981, sa mission est d'éduquer la presse et le public sur les aspects scientifiques et éducationnels controversés liés à l'enseignement de l'évolution et des changements climatiques et de fournir de l'information et des ressources aux écoles, parents et autres citoyens intervenants sur ces sujets dans l'enseignement public.
L'organisme affirme avoir 4 500 membres comprenant des scientifiques, des enseignants, des membres de l'Église et des citoyens aux affiliations politiques et religieuses diverses,. Le centre s'oppose à l'enseignement du point de vue religieux dans les classes de science des écoles publiques américaines, notamment à l'aide d'initiatives telles Teach the Controversy (en). Elle est considérée comme la principale organisation anti-créationniste américaine.

## Structure

### Directeurs
- Barbara Forrest — Southeastern Louisiana University (en)
- Martha J. Heil
- Michael McIlwrath — Uff. Legale Nuove Pignone
- Andrew J. Petto, université du Wisconsin à Milwaukee
- Lorne Trottier — cofondateur de Matrox
- Benjamin D. Santer — Laboratoire national de Lawrence Livermore

### Officiers
- Président : Brian Alters (en), université Chapman
- Vice-président/trésorier : Bernard Winograd
- Secrétaire : Robert M. West — Informal Learning Experiences, Inc.

### Membres
- Bruce Alberts, université de Californie à San Francisco
- Francisco J. Ayala — Université de Californie à Irvine
- Frederick Borsch (en) — Lutheran Theological Seminary at Philadelphia (en)
- Stephen G. Brush, université du Maryland
- Sean B. Carroll (en) — Université du Wisconsin à Madison
- Johnnetta B. Cole (en) — Smithsonian Institution
- Joel Cracraft — American Museum of Natural History
- Brent Dalrymple (en) — Université d'État de l'Oregon
- James E. Darnell, Jr. — Université Rockefeller
- Richard E. Dickerson — Université de Californie à Los Angeles
- Robert H. Dott, Jr. — Université du Wisconsin à Madison
- James D. Ebert (en)† — Chesapeake Institute de l'université Johns-Hopkins
- Niles Eldredge — American Museum of Natural History
- Milton Fingerman — Université Tulane
- Douglas J. Futuyma (en) — University of Michigan
- Alfred G. Gilman — University of Texas Southwestern Medical School
- Laurie Godfrey — University of Massachusetts
- Stephen Jay Gould†, université Harvard
- James Hansen - Goddard Institute for Space Studies (ret.)
- Donald Hornig (en), université Harvard
- Norman H. Horowitz (en)† — California Institute of Technology
- Francis Clark Howell† — Université de Californie à Berkeley
- Duane E. Jeffery — Université Brigham Young
- Donald Johanson — Institute for Human Origins (en)
- Patricia Kelley — Université de Wilmington
- Philip Kitcher — Université Columbia
- Richard C. Lewontin, université Harvard
- Paul MacCready† — AeroVironment
- Michael MacCracken (en) - Climate Institute
- Lynn Margulis† — University of Massachusetts
- Malcolm McKenna† — American Museum of Natural History
- Bill McKibben - 350.org
- Keith B. Miller (en) — Université d'État du Kansas
- Kenneth R. Miller (en) — Université Brown
- John A. Moore† — Université de Californie à Riverside
- David Morrison (en) — Ames Research Center
- Dorothy Nelkin (en)† — New York University
- Bill Nye — TV Scientist
- William S. Pollitzer (en)† — University of North Carolina
- Kevin Padian, université de Californie à Berkeley
- Robert L. Park (en), université du Maryland
- Joseph E. Rall† — National Institutes of Health
- James Randi — James Randi Educational Foundation
- Michael Ruse, université d'État de Floride
- James W. Skehan, S.J. — Weston Observatory (en)
- Elliott Sober — Université du Wisconsin à Madison
- Frank Sonleitner, université de l'Oklahoma
- Richard Stucky — Musée de la nature et des sciences de Denver
- Neil deGrasse Tyson — American Museum of Natural History
- Marvalee Wake — Université de Californie à Berkeley
- Mary Jane West-Eberhard (en) — Smithsonian Tropical Research Institute (en)
- Tim D. White — Université de Californie à Berkeley
- Zack Kopplin (en), université Rice

[† = décédé]